# Doyoung
Kim Dong-young (hangul: 김동영; hanja: 金東營; rr: Gim Dong-yeong; nascido em 1 de fevereiro de 1996), mais conhecido na carreira musical por seu nome artístico Doyoung (hangul: 도영; rr: Doyeong), é um cantor, apresentador e ator sul-coreano. Doyoung tornou-se conhecido do público ao apresentar o programa da MBC Music Show Champion, em 2015. Doyoung ganhou destaque mundial como membro do grupo masculino NCT (incluindo sua subunidade NCT 127). É o irmão mais novo do ator Gong Myung.

## Vida e carreira

### 1996–2018
Kim Dong-young nasceu em Guri, Gyeonggi, Coreia do Sul em 1 de fevereiro de 1996. Era muito tímido durante sua infância, e não gostava de falar muito, mas era popular por causa de sua doce voz. Foi descrito como sendo um dos alunos mais brilhantes em sua escola que era muito apreciado pelos professores devido ao seu consistente desempenho acadêmico e atenção na classe. Dong-young começou a aprender música durante sua quinta série escolar. Depois de querer aprender a tocar a flauta, seu irmão mais velho, Gong Myung, enviou-o para um famoso flautista para um treinamento adequado. Dong-young juntou-se mais tarde ao grupo cultural da escola e tocou flauta em vários eventos culturais depois de dominar o instrumento. Ganhou o primeiro lugar no Gyeonggi Youth Arts Festival em 2013. Mais tarde juntou-se a SM Entertainment após uma audição bem-sucedida no S.M. Casting System.
Em janeiro de 2015, Doyoung foi apresentado ao público como um novo MC do Show Champion e parte do SM Rookies, utilizando o nome artístico Doyoung. Deixou o comando do programa em julho do mesmo ano, sendo substituído pela comediante Kim Shin-young. Estampou a edição de março de 2016 da revista tailandesa Seventeen, juntamente com Johnny, Lee Tae-yong, Ten e Jaehyun. Estreou como membro do NCT, integrando a subunidade NCT U, em abril de 2016 com o lançamento do single "The 7th Sense". De junho à setembro, foi MC especial do M Countdown, juntamente com outros membros do NCT. Enquanto isso em julho de 2016, colaborou com Key na canção "Cool", para a trilha sonora do drama 38 Revenue Collection Unit. Em novembro do mesmo ano, se juntou ao elenco do programa Lipstick Prince. No início de dezembro de 2016, colaborou com Joy na música "First Christmas", para o Inkigayo Music Crush. Ainda em dezembro, foi introduzido como membro da subunidade NCT 127. Lançou a canção "Sound of Your Heart" ( 너의 목소리) para o projeto Station, como parte do SM Town, em 30 de dezembro de 2016.

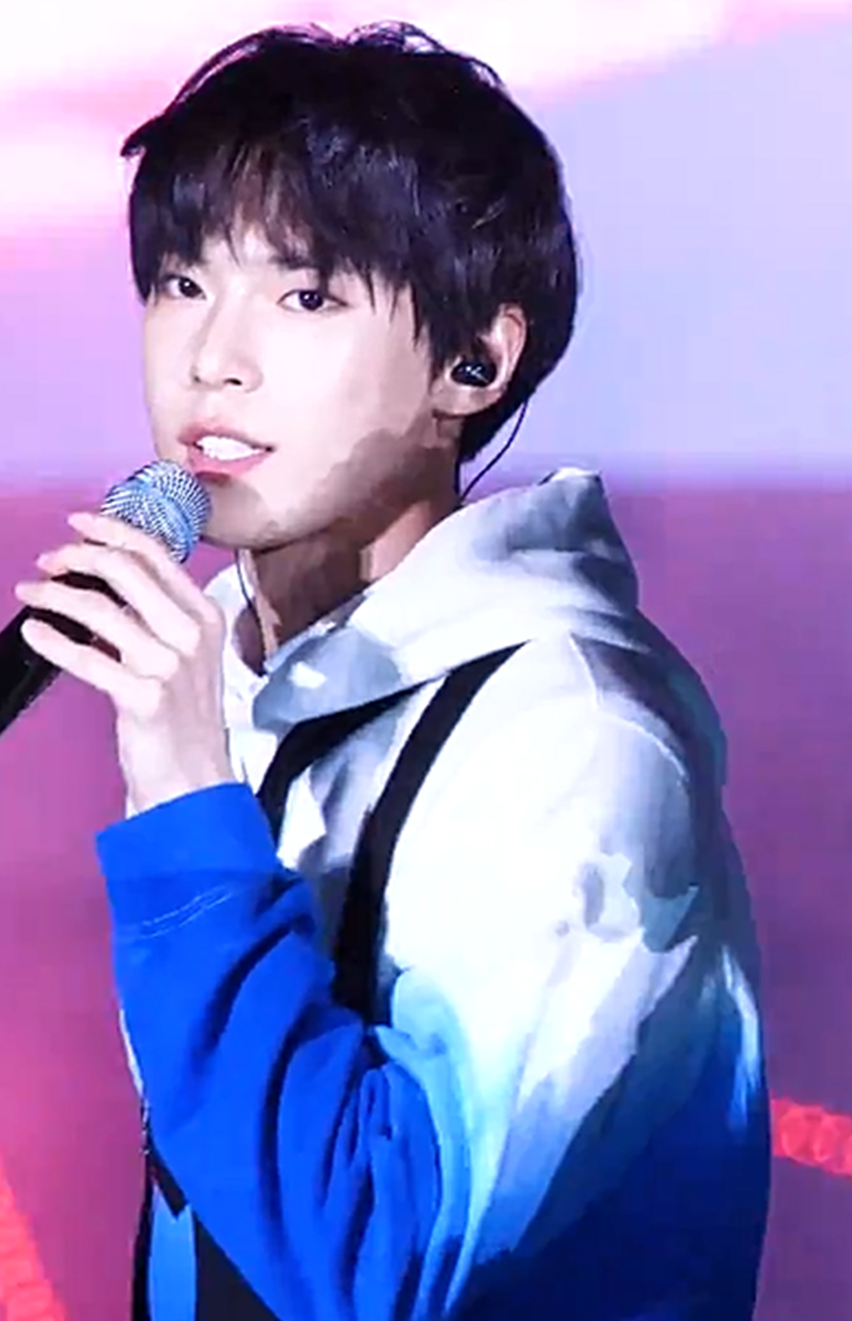
Doyoung performando "Good Thing" no Lotte Duty Free Family Festival. (em setembro de 2017)

Sua estreia oficial no NCT 127 ocorreu em janeiro de 2017, com o lançamento do EP Limitless. O álbum estreou no topo da Billboard World Albums e Gaon Album Chart. Em fevereiro de 2017, tornou-se MC do Inkigayo, juntamente com Park Jin-young e Kim Ji-soo. Em março do mesmo ano, fez uma aparição no programa da MBC We Got Married. Em 7 de agosto de 2017, lançou a canção "Stay in my Life" para a trilha sonora de School 2017, juntamente com Taeil e Taeyong. Em 13 de outubro de 2017 lançou a canção "Star Blossom" (별빛이 피면), através da 2ª temporada do projeto Station, em colaboração com Kim Se-jeong.
Em janeiro de 2018, lançou a canção "Radio Romance", em colaboração com Taeil, para a trilha sonora do drama de mesmo nome. A canção de rock de tempo médio foi escrita por Park Geun-chul, Runy e Jung Soo-min, e reflete o objetivo do drama de usar o rádio como um meio para trazer um sentimento mais analógico para um mundo digital. Ainda no inicio de 2018, voltou a aparecer no Idol Star Athletics Championships, realizado no Goyang Gymnasium em Goyang, no dia 15 de janeiro e transmitido na MBC nos dias 15 e 16 de fevereiro do mesmo ano. Ainda em fevereiro deixou o comando do Inkigayo, onde apresentou por um ano. Em junho do mesmo ano, lançou "Hard for me" para a trilha sonora do drama Rich Man. "Hard for Me" foi originalmente cantada por CHEEZE e foi a primeira música lançada para o drama, sendo posteriormente regravada por Doyoung.
Ainda em 2018, estampou a edição de julho da revista sul-coreana Arena Homme +, ao lado de Johnny e Jaehyun. Em meados de setembro de 2018, a SM Entertainment anunciou que o NCT 127 lançaria seu primeiro álbum de estúdio, intitulado Regular-Irregular. O lançamento do álbum foi liderado por uma performance da versão em inglês do single "Regular" e "Cherry Bomb" no Jimmy Kimmel Live! que também marcou a primeira aparição do grupo na televisão americana. O álbum estreou na primeira posição da Gaon Album Chart, além de estrear na #86 posição da Billboard 200, marcando a primeira aparição do grupo na parada de álbuns dos EUA com 8 mil cópias vendidas no país em sua primeira semana de vendas.

### 2019–2020

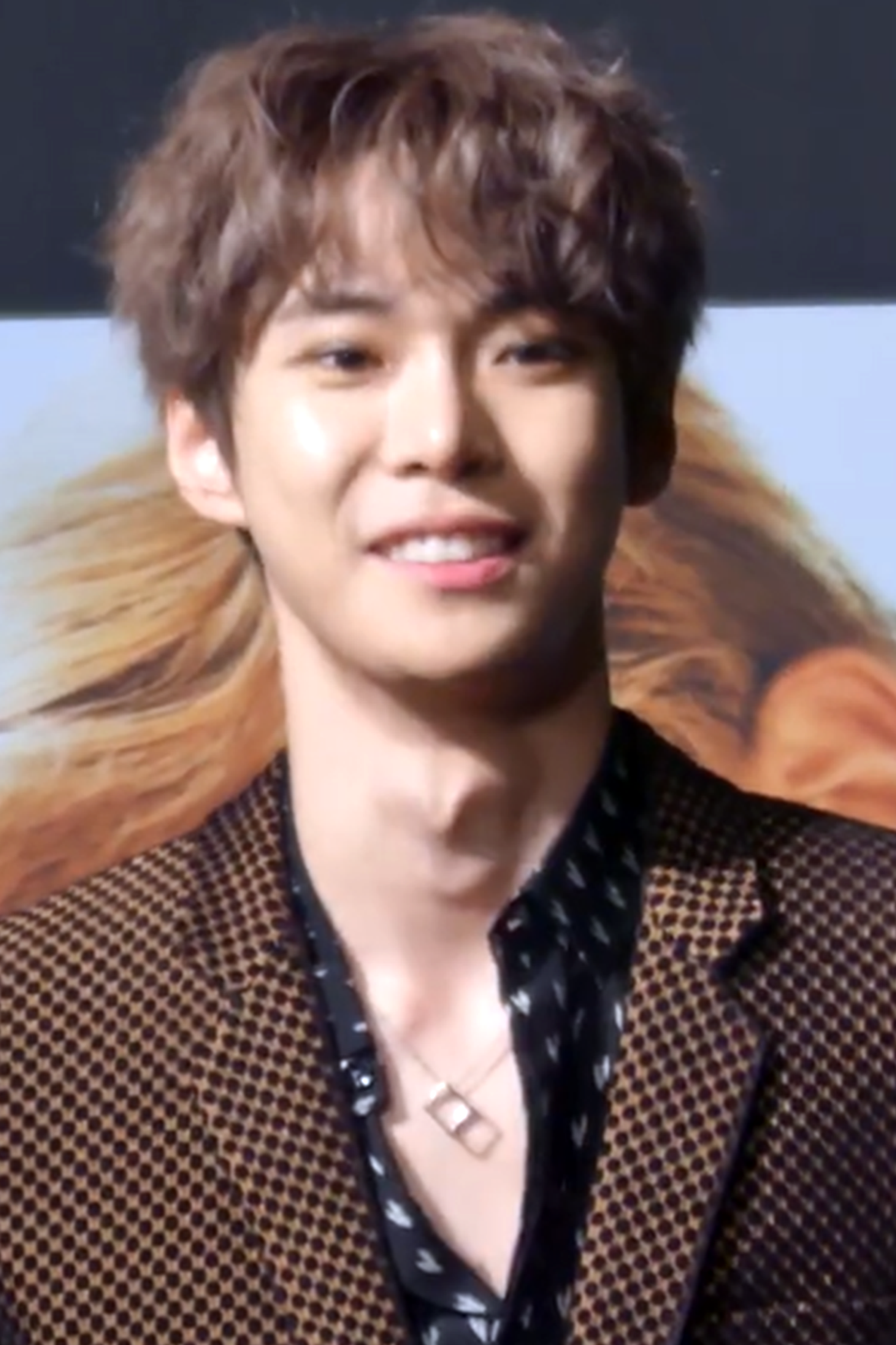
Doyoung durante a conferência de imprensa de We Are Superhuman, em maio de 2019

Em 6 de março de 2019, lançou a canção "Don't say goodbye" (헤어지지 말아요, 우리) em colaboração com o duo indie Rocoberry. O primeiro álbum de estúdio em japonês do NCT 127, Awaken, foi lançado em abril de 2019. No mesmo mês, o NCT 127 assinou com a Capitol Music Group e a Caroline Distribution como parte de um acordo de distribuição mundial com a SM Entertainment, onde a CMG e a Caroline fornecem a distribuição e marketing para o grupo em vários territórios em todo o mundo. Entre junho e julho do mesmo ano, apareceu no King of Mask Singer sob o nome "Asst Manager" competindo nos episódios 209 e 210, respectivamente, onde venceu todas as três rodadas do programa. No entanto, foi derrotado por Nightingale (Lee Bo-ram), fazendo com que Doyoung revelasse sua identidade. Após sua revelação, Doyoung compartilhou que ele queria aparecer no programa depois de ver Luna se apresentar no mesmo. Ele também comentou: "Eu sinto uma sensação de orgulho como vocalista ídolo. Eu acho que fui capaz de dar os primeiros passos para alcançar meus objetivos, fazendo todo o caminho até aqui, sendo um vocalista ídolo."
Em agosto de 2019, foi escalado para o reality show da SBS Law of the Jungle. No mesmo mês, lançou a canção "New Love", juntamente com Jaehyun, para a trilha sonora do web drama When You're on the Blacklist of Bullies. Apareceu nos episódios 18 e 51 do programa SJ Returns 3, exibidos em 23 de setembro e 20 de outubro, respectivamente. Em outubro do mesmo ano, colaborou para a trilha sonora do drama The Tale of Nokdu, juntamente com Mark, lançado a canção "Baby Only You". De 2 de novembro à 7 de dezembro, participou da edição Sunda Islands do Law of the Jungle. Doyoung colaborou com BoA, Siwon, J-Min, Sunny, Taemin, Suho e Wendy – como parte da SM Town – na canção "This is Your Day (for every child, UNICEF)". A canção foi lançada oficialmente em 20 de novembro de 2019, como a primeira faixa do projeto STATION X 4 LOVEs for Winter (2019 SMTOWN Winter). "This is Your Day" é uma faixa de balada pop com progressões dinâmicas de acordes. As letras foram escritas por Yoo Young-jin e expressam suas esperanças de que todas as crianças sejam felizes.
Em março de 2020, o NCT 127 lançou seu segundo álbum de estúdio em coreano, Neo Zone. O álbum estreou no número cinco na Billboard 200 dos Estados Unidos com 83 mil cópias vendidas, tornando-se a primeira vez que o NCT 127 entrou no top 10 da Billboard 200, e estreou no número um no Gaon Album Chart da Coreia do Sul, tornando-se o quinto lançamento do grupo a realizar esse feito. O álbum fechou o mês de março com mais de 723 mil cópias vendidas apenas na Coreia do Sul.
Em meados de setembro de 2020, o NCT anunciou o projeto NCT 2020, semelhante ao seu projeto NCT 2018, que combina membros de várias subunidades em um álbum. Em 20 de setembro, foi confirmado que o grupo estaria lançando seu segundo álbum, NCT 2020 Resonance Pt. 1 em 12 de outubro, apresentando todas as 4 unidades e 2 novos membros. Em sua pré-venda, o álbum ultrapassou a marca de 1 milhão de cópias vendidas apenas na Coreia do Sul. No álbum, Doyoung participou de ambas as faixas-título, "Make a Wish" e "From Home", tornando-o o único membro a estar presente em ambas as músicas. Doyoung também participou das B-sides "Volcano", "Lightbulb" (ambas lançadas pelo NCT U) e "Music, Dance" (lançada pelo NCT 127). De outubro à dezembro de 2020, apareceu no reality show NCT World 2.0 ao lado dos outros membros do NCT. Para a segunda parte do segundo álbum do NCT, intitulado NCT 2020 Resonance Pt. 2 e lançado em 23 de novembro, Doyoung participou da canção "I.O.U" (lançada pelo NCT U).

### 2021–presente
Em fevereiro de 2021, Doyoung apareceu em seu primeiro drama de televisão como o protagonista de The Curious Stalker. O drama é a terceira temporada de Cafe Midnight da MBC, que tem uma história que se desenrola em um café localizado em uma estrada na montanha em Busan que nem aparece em um mapa. No drama Doyoung vive Son Ji-woo, um perfeito estudante do ensino médio desde sua aparência até sua personalidade. Em março, lançou a música "Doll", em parceria com Baekhyun, para o projeto Rewind: Blossom. "Doll" foi lançada originalmente por Lee Ji-hoon em parceria com Shin Hye-sung, em 2001, e foi um dos grandes sucessos da época.
Em abril de 2021, foi anunciado que Doyoung havia sido escalado para seu primeiro musical, Marie Antoinette, interpretando o papel principal masculino do Conde Axel von Fersen. Tal como acontece com outros musicais, o papel é compartilhado com outros três atores, alternando datas de atuação devido a demandas de agendamento. O musical acontece de 13 de julho a 3 de outubro no Charlotte Theatre. Em maio de 2021, Doyoung colaborou com vários outros cantores na canção "Now N New 2021". A faixa é um remake da canção "Now N New" feita pela Associação de Produtores de Entretenimento da Coreia (KEPA), lançada originalmente em 1999 sendo cantada pelos melhores cantores da época para confortar os cidadãos que sofriam com a crise financeira do FMI em 1997. Em 12 de agosto, lançou o single "Maniac", que apesar de ser lançada como single do NCT U é interpretada apenas por Doyoung e Haechan. A canção é a primeira parte do projeto "MAXIS" do produtor Ryan Jhun.

## Imagem
Em agosto de 2018, um canal de mídia coreano escolheu os 5 ídolos masculinos do K-pop para se procurar no futuro, que se destacaram por seus visuais, presença de palco e personalidade, onde Doyoung ocupou a 2ª posição por suas habilidades vocais e sua vibe de 'príncipe'.

## Endossos
Em novembro de 2019, passou a endossar a marca de roupas tailandesa Jenim Sports Zero Odor, juntamente com Johnny Lee Tae-yong e Jaehyun.

## Filmografia
| Título                                      | Ano        | Papel        | Notas                                                   |
| ------------------------------------------- | ---------- | ------------ | ------------------------------------------------------- |
| Show Champion                               | 2015       | Ele mesmo    | Co-apresentador com Jaehyun                             |
| M Countdown                                 | 2016       | Ele mesmo    | MC especial                                             |
| Lipstick Prince                             | 2016– 2017 | Ele mesmo    | Membro regular                                          |
| Inkigayo                                    | 2017– 2018 | Ele mesmo    | Co-apresentador com Park Jin-Young e Kim Ji-soo         |
| We Got Married                              | 2017       | Ele mesmo    | Convidado (Ep. 363)                                     |
| M Countdown                                 | 2018       | Ele mesmo    | MC especial                                             |
| Idol Star Athletics Championships           | 2018       | Ele mesmo    | 2018 Idol Star Athletics Championships New Year Special |
| The Show                                    | 2018       | Ele mesmo    | MC especial                                             |
| King of Mask Singer                         | 2019       | Asst Manager | Competidor (Ep. 209–210)                                |
| Inkigayo                                    | 2019       | Ele mesmo    | MC especial                                             |
| Law of the Jungle in Sunda Islands          | 2019       | Ele mesmo    | Regular (Ep. 388–392)                                   |
| NCT World 2.0                               | 2020       | Ele mesmo    | Regular                                                 |
| Midnight Cafe Season 3 - The Curious Stalke | 2021       | Son Ji-woo   | Papel principal                                         |

| Título                        | Ano        | Notas                     |
| ----------------------------- | ---------- | ------------------------- |
| MY SMT                        | 2016       | Apresentador (Ep.1–4)     |
| Johnny's Communication Center | 2018– 2020 | Recorrente                |
| SJ Returns                    | 2019       | Participação (Ep. 18, 51) |

| Título             | Ano        | Notas                                            |
| ------------------ | ---------- | ------------------------------------------------ |
| Kiss the Radio     | 2016       | DJ especial                                      |
| NCT's Night Night! | 2017– 2019 | DJ fixo20 de março de 2017–27 de janeiro de 2019 |
| Idol Radio         | 2019       | DJ especial com Johnny                           |

## Teatro
| Título           | Ano  | Papel                 |
| ---------------- | ---- | --------------------- |
| Marie Antoinette | 2021 | Conde Axel von Fersen |

## Discografia
A discografia de Doyoung é composta por três singles, dois singles promocionais e sete aparições em trilhas sonoras.
| Título                                                                                   | Ano                    | Melhores posições nas paradas | Vendas                 | Álbum                                              |                        |
| Título                                                                                   | Ano                    | KOR                           | Vendas                 | Álbum                                              |                        |
| Como artista principal                                                                   | Como artista principal | Como artista principal        | Como artista principal | Como artista principal                             | Como artista principal |
| ---------------------------------------------------------------------------------------- | ---------------------- | ----------------------------- | ---------------------- | -------------------------------------------------- | ---------------------- |
| "Star Blossom" (별빛이 피면) (com Sejeong)                                               | 2017                   | —                             | - KOR: 20,782          | Lançamentos sem álbum                              |                        |
| "Don't say goodbye" (헤어지지 말아요, 우리) (com Rocoberry)                              | 2019                   | 184                           | —                      | Lançamentos sem álbum                              |                        |
| "Doll" (인형) (com Baekhyun)                                                             | 2021                   | 129                           | —                      | Rewind: Blossom                                    |                        |
| Singles promocional                                                                      |                        |                               |                        |                                                    |                        |
| "For Chirstmas" (com Joy)                                                                | 2016                   | —                             | - KOR: 19,622          | Inkigayo Music Crush Part 4                        |                        |
| "Maniac" (com Haechan)                                                                   | 2021                   | —                             | —                      | Lançamento sem álbum                               |                        |
| Aparições em trilhas sonoras                                                             |                        |                               |                        |                                                    |                        |
| "Cool" (com Key)                                                                         | 2016                   | 281                           | —                      | 38 Revenue Collection Unit OST Part 2              |                        |
| "Stay in my Life" (com Taeil x Taeyong)                                                  | 2017                   | —                             | —                      | School 2017 OST Part 4                             |                        |
| "Radio Romance" (com Taeil)                                                              | 2018                   | —                             | —                      | Radio Romance OST Part 1                           |                        |
| "Hard for me"                                                                            | 2018                   | —                             | —                      | Rich Man OST Part 5                                |                        |
| "New Love" (com Jaehyun)                                                                 | 2019                   | —                             | —                      | When You're on the Blacklist of Bullies OST Part 1 |                        |
| "Baby Only You" (com Mark)                                                               | 2019                   | —                             | —                      | The Tale of Nokdu OST Part 1                       |                        |
| "Night Air"                                                                              | 2021                   | —                             | —                      | Cafe Midnight OST Part 2                           |                        |
| Outras aparições                                                                         |                        |                               |                        |                                                    |                        |
| "Sound of Your Heart" (너의 목소리) (com Steve Barakatt, como parte do SM Town)          | 2016                   | —                             | —                      | S.M. Station Season 1                              |                        |
| "This is Your Day" (for every child, UNICEF) (como parte do SM Town)                     | 2019                   | —                             | —                      | Lançamento sem álbum                               |                        |
| "Now N New 2021" (com vários artistas)                                                   | 2021                   | —                             | —                      | 2021 Now N New                                     |                        |
| "—" indica lançamentos que não figuraram nas paradas ou não foram lançados nessa região. |                        |                               |                        |                                                    |                        |

### Vídeos musicais
| Como artista principal                       | Como artista principal | Como artista principal | Como artista principal                                          |
| Canção                                       | Ano                    | Outro(s) artista(s)    | Notas                                                           |
| -------------------------------------------- | ---------------------- | ---------------------- | --------------------------------------------------------------- |
| "Star Blossom" (별빛이 피면)                 | 2017                   | Sejeong                |                                                                 |
| "Don't say goodbye" (헤어지지 말아요, 우리)  | 2019                   | Rocoberry              | Doyoung não aparece no vídeo musical                            |
| "Doll" (인형)                                | 2021                   | Baekhyun               | Doyoung não aparece no vídeo musical                            |
| "Maniac"                                     | 2021                   | Haechan                | Doyoung não aparece no vídeo musical                            |
| Vídeos de trilhas sonoras                    |                        |                        |                                                                 |
| "Stay in my Life"                            | 2017                   | Taeil Taeyong          | Contendo apenas cenas de School 2017                            |
| "Radio Romance"                              | 2018                   | Taeil                  | Contendo apenas cenas de Radio Romance                          |
| "Hard for me"                                | 2018                   | —                      | Para a trilha sonora de Rich Man                                |
| "New Love"                                   | 2019                   | Jaehyun                | Para a trilha sonora de When You're on the Blacklist of Bullies |
| "Baby Only You"                              | 2019                   | Mark                   | Contendo apenas cenas de The Tale of Nokdu                      |
| "Night Air"                                  | 2021                   | —                      | Para a trilha sonora de Cafe Midnight                           |
| Outras aparições                             |                        |                        |                                                                 |
| "Sound of Your Heart" (너의 목소리)          | 2016                   | Vários                 | Como parte do SM Town                                           |
| "This is Your Day" (for every child, UNICEF) | 2019                   | Vários                 | Como parte do SM Town                                           |
| "Now N New 2021"                             | 2021                   | Vários                 |                                                                 |

Notas
1. ↑  "Star Blossom" não entrou no Gaon Digital Chart, mas apareceu no número 74 no gráfico de download da Gaon.[77]
2. ↑  "For Chirstmas" não entrou no Gaon Digital Chart, mas apareceu no número 80 no gráfico de download da Gaon.[80]
3. ↑  "Night Air" não entrou no Gaon Digital Chart, mas apareceu no número 79 no gráfico de download da Gaon.[90]

1. 1 2 3 4 5  Apresar de serem lançadas oficialmente como faixas do NCT, o nome de cada membro que participa da canção também é creditado, fazendo com que certos lançamentos sejam considerados trabalhos solos de cada um deles.